# Salto (Montalegre)
Salto es una freguesia portuguesa del concelho de Montalegre, con 77,89 km² de superficie y 1.867 habitantes (2001). Su densidad de población es de 24,0 hab/km².

## Galería

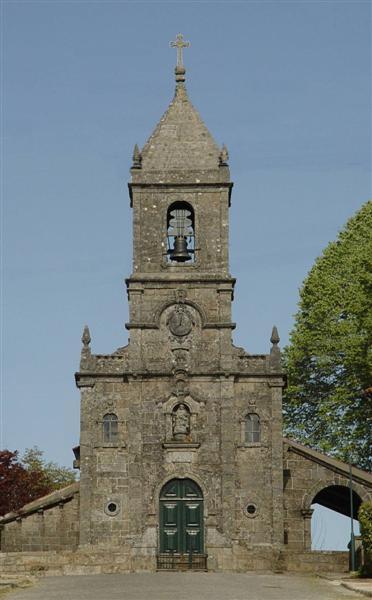
Iglesia de Salto